# 知床硫黄山
知床硫黄山（しれとこいおうざん）は、北海道羅臼町と斜里町にまたがる知床国立公園の知床半島に位置する活火山である。山頂部は斜里町に属していて、一等三角点に指定されており、そこの標高は1,562.5mである。

## 特徴
知床硫黄山は羅臼岳、天頂山とともに知床半島の活火山の一つで、山頂だけではなく山腹にも硫気孔が存在し、常に噴煙を上げている。安山岩質の成層火山で、知床半島に存在する第四紀火山のうちで最も大きく今から24万年前には活動を開始、輝石安山岩や複輝石安山岩、火山灰、溶岩や火砕物の噴出により成層火山を形成している。山頂部には2つの火口がある。両火口が接する火口壁上には、ナマコ山溶岩ドームと南峰溶岩ドームが生成している。北西側中腹の爆裂火口（第1号火口）は、しばしば多量の溶融硫黄を噴出する特徴的な活動を繰り返し、世界的にも珍しい噴火形式である。北西側からは硫黄川、カムイワッカ川が流下する。頂上には2つの爆裂火口が残り、北斜面をウプシノッタ川、カムイワッカ川がオホーツク海へ、南斜面をショージ川、ケンネベツ川、モセカルベツ川は根室海峡へ注いでいる。気候は冷涼で海から直接強風が吹きつけるため森林限界が500～800mと低く上部はハイマツ帯となっている。
現地では、単に硫黄山（イワゥヌプリ）と呼ばれるが、近隣の弟子屈町にも硫黄山（アトサヌプリ）があるため、区別するために知床硫黄山と呼ばれる。自然環境が過酷なこともあり、山麓には集落はなく、海岸線にわずかな番屋、カムイワッカ湯の滝などの観光地があるのみである。なお、付近一帯は第29回ユネスコ世界遺産委員会で2005年7月17日に世界遺産に登録された。

## 登山史
1917年に三角点が設置され、本格的な登山は1926年北海道スキー部山班の須藤宣之助らが最初であり、1929-1930年ごろに木下弥三吉が縦走に成功したのに対し、積雪期は1931年の鈴木音吉らが最初であった。

## 硫黄採掘事業
知床硫黄山の主な歴史である。1859年会津藩によって試みられるも1867年に取り止めとなった。1874年ベンジャミン・スミス・ライマンが測量を行い、1876年皆月善六が採掘の出願、翌年より本格的に着手された。1890年には絶頂期を迎えたが、その後減少し、明治30年代には一時採掘が途絶える。1936年に硫黄の大噴出があり、皆月家から日本特殊鉱業株式会社へ採掘権が移譲。2018年現在でも当時の採掘跡がカムイワッカ川河口と新噴火口付近に残っている。第二次世界大戦以降は採掘は行われていない。

## 主な噴火歴
近年では以下のような噴火記録がある。
- 1857年（安政4年）水蒸気噴火（溶融硫黄流出） 北西側中腹の爆裂火口から噴火、噴煙、硫黄が海浜まで流出。
- 1858年（安政5年） 水蒸気噴火 北西側中腹の爆裂火口から噴火、山腹から黒烟上昇、爆発音が聴取された。
- 1876年（明治9年）9月24日 噴火。
- 1889年（明治22年）8月9日 噴火。溶解硫黄の流出し、噴煙も上がった。
- 1890年（明治23年）6月15日 噴火。溶解硫黄が海まで流出。
- 1935年（昭和10年）2月 噴火活動開始。翌年までに大量の熱湯と硫黄を海まで流下。この噴火による硫黄の総噴出量約20万トンと推測されている[注釈 1]

## 登山ルート
所要時間：登り4.5時間、下り3.5時間、距離：5km、標高差：1320m。カムイワッカから硫黄山登山口までの区間（約600m）は｢道路特例使用承認申請書｣を北海道オホーツク総合振興局に申請すれば、登山者に限り徒歩による通行が許可されている。期間は6月第3週目の金曜日～9月最終週の日曜日までである。 硫黄山の山腹は、ヒグマが多数出没する地域であること、落石の危険があること、現在も活発な噴気活動が見られており、火山ガスが発生していることに留意しなければならない。山頂付近の登山道の砂礫地には、シレトコスミレが自生している。頂上から羅臼岳方面への縦走もあり、頂上を少し下った所からイダシュベツ源頭をたどるものと稜線沿いに知円別岳を経由するルートに分かれ南岳付近で合流する。水場はイダシュベツ源頭、二つ池、サシルイ岳と三峰の鞍部にある。
他に沢登りのウトロ側からのイダシュベツ川、ウブシノッタ川、羅臼側からのケンネベツ川、ショージ川、モセカルベツ川の入渓ルートや積雪期の岬町ルートなどがある。

## 関連画像

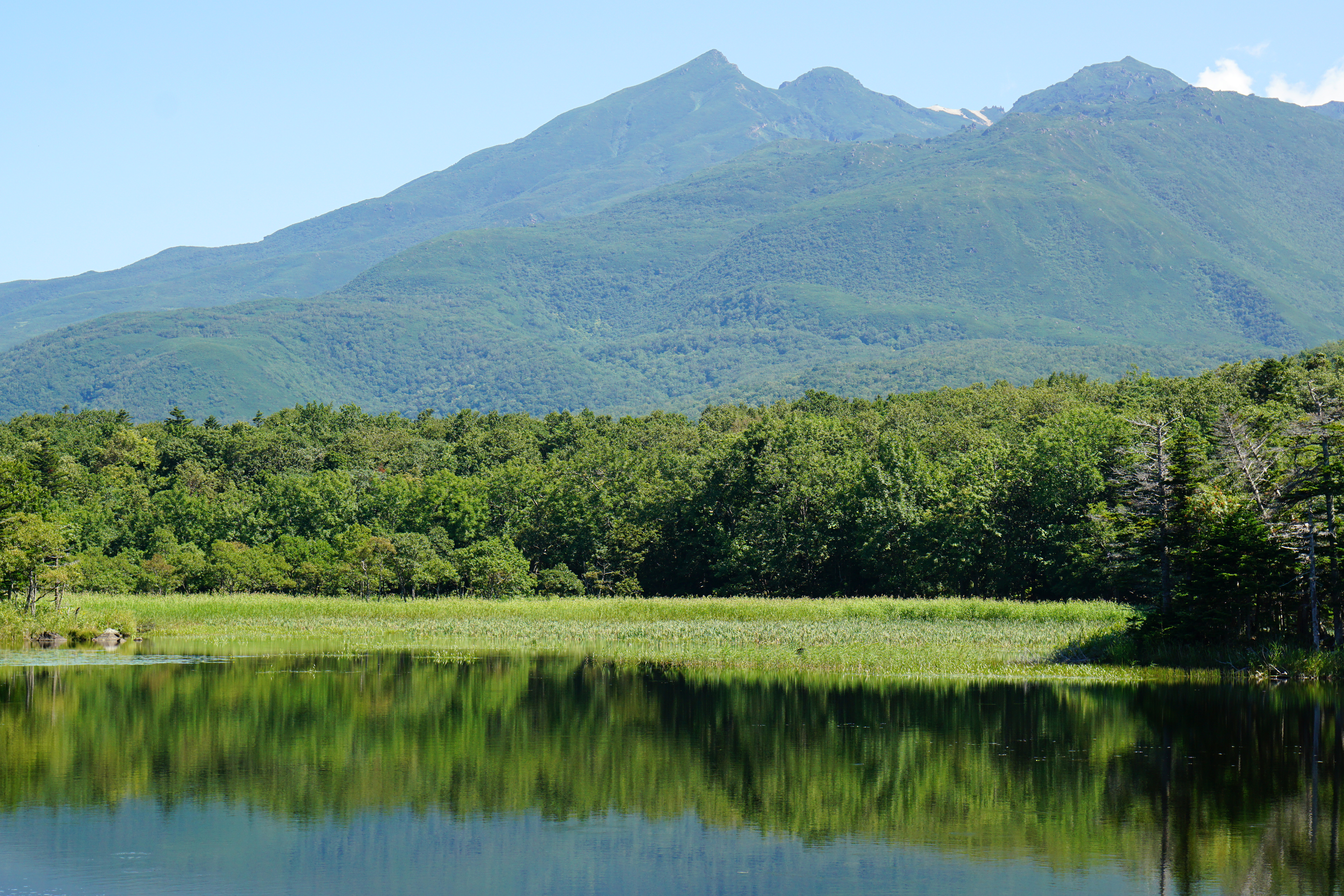
知床五湖二湖と硫黄山
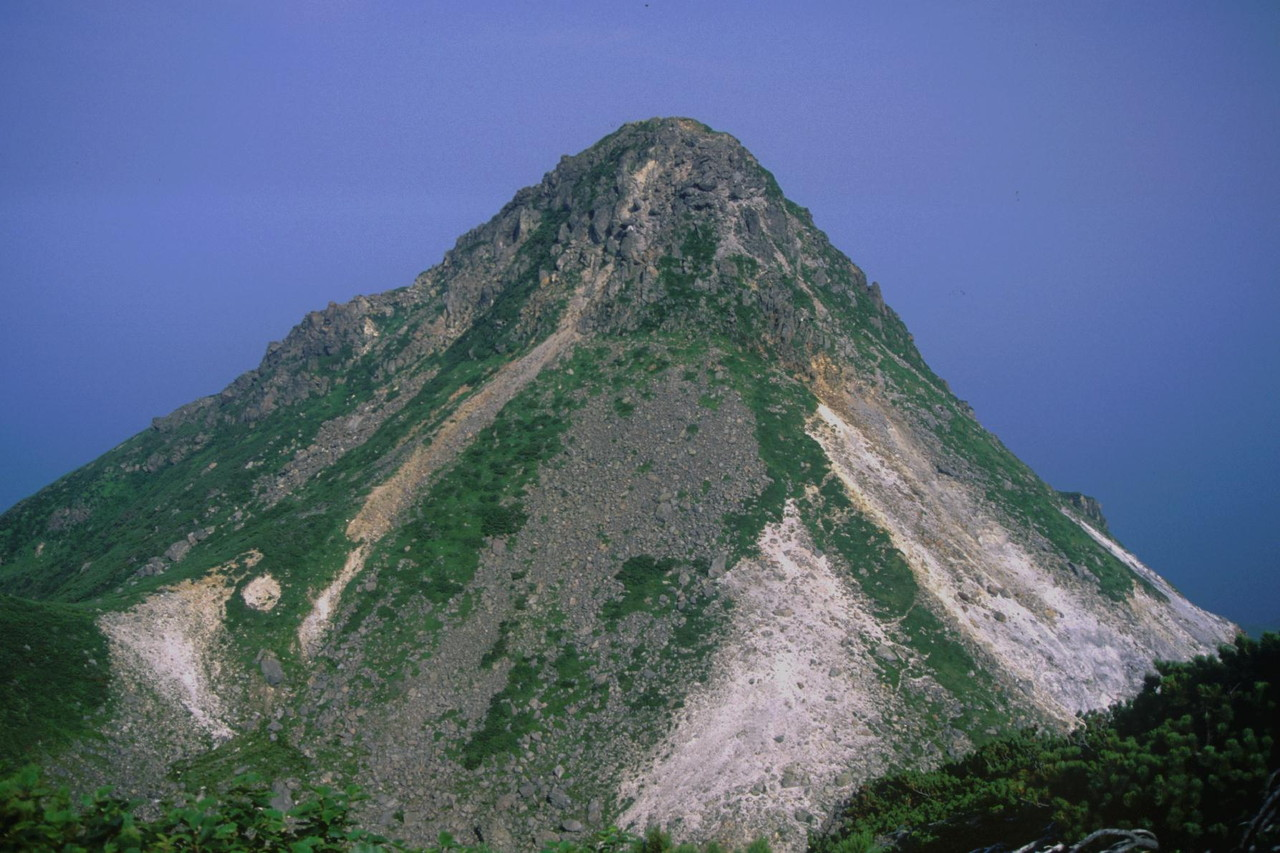
山頂直下からの硫黄山
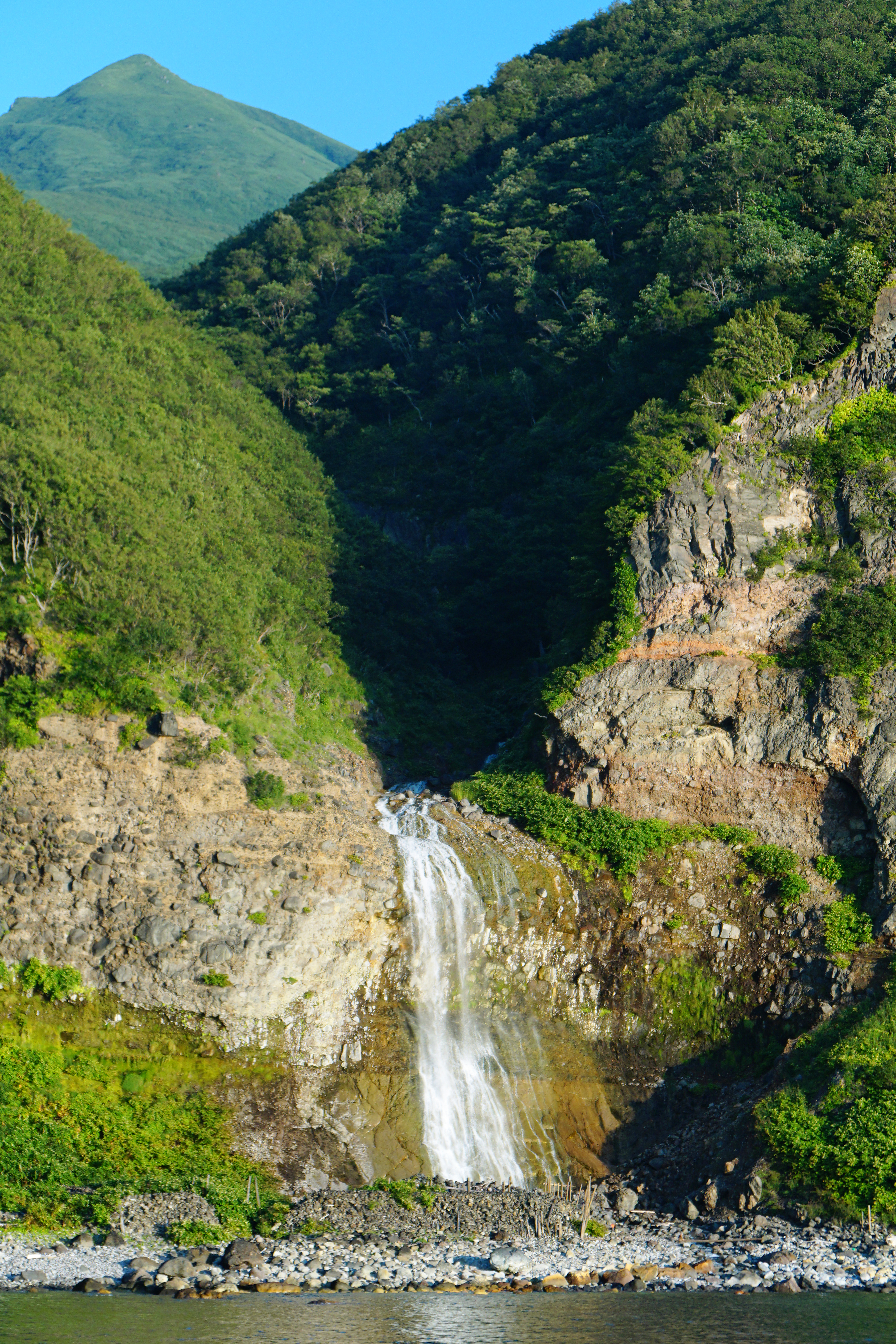
硫黄山とカムイワッカの滝
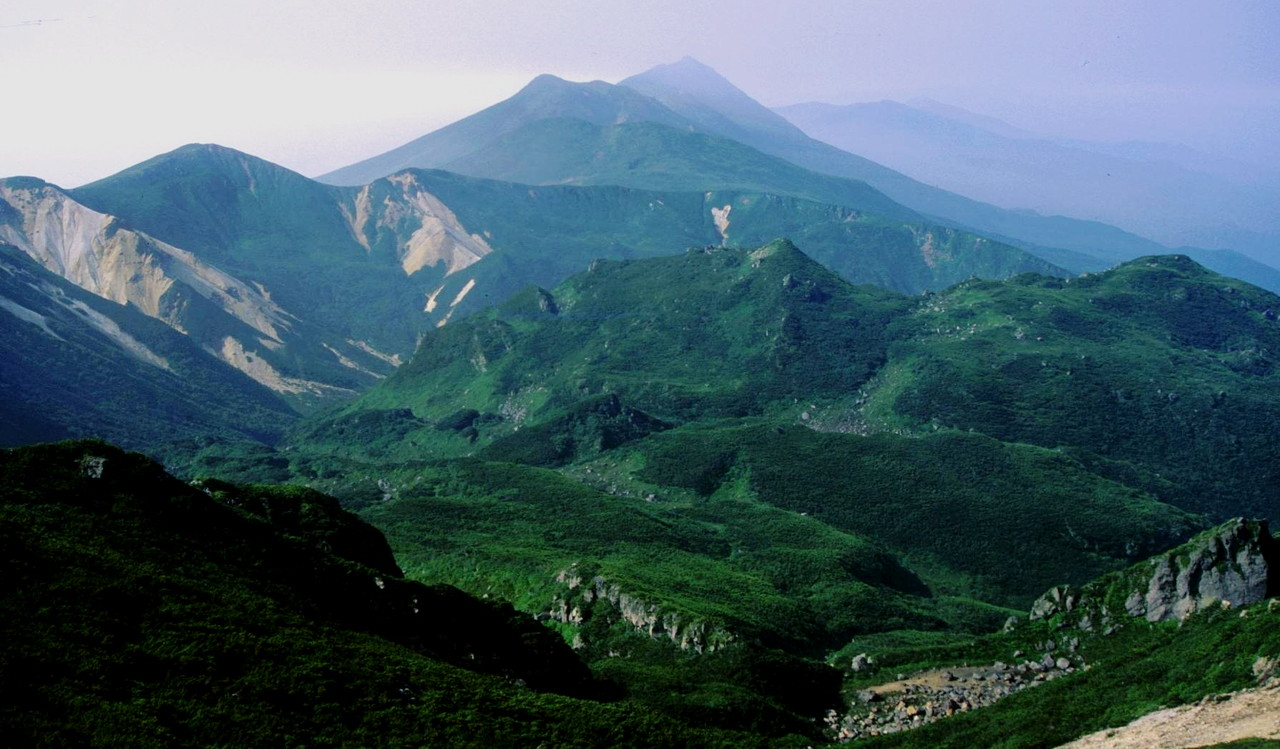
硫黄山から望む知床半島の山々、奥に羅臼岳
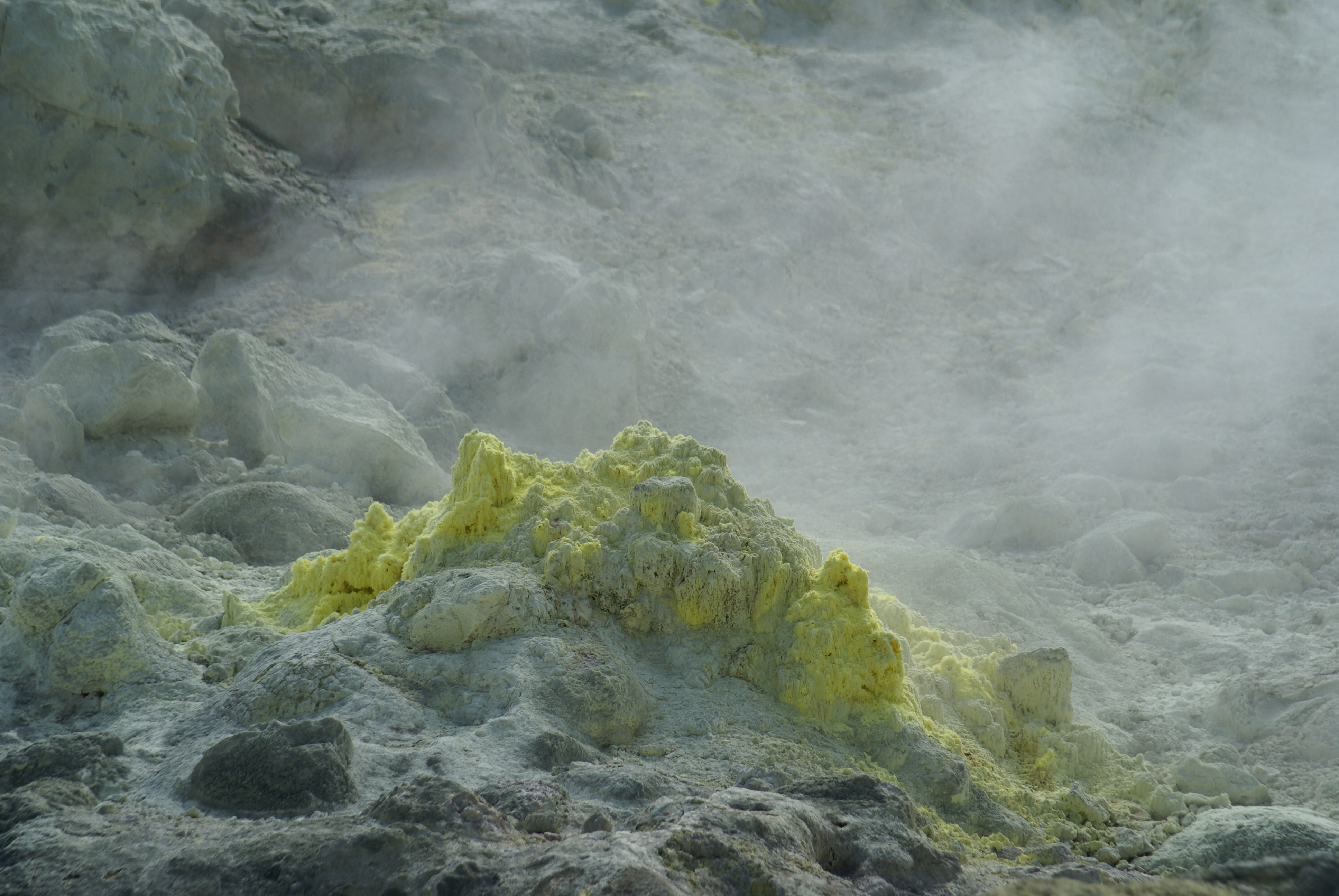
硫黄山の噴煙
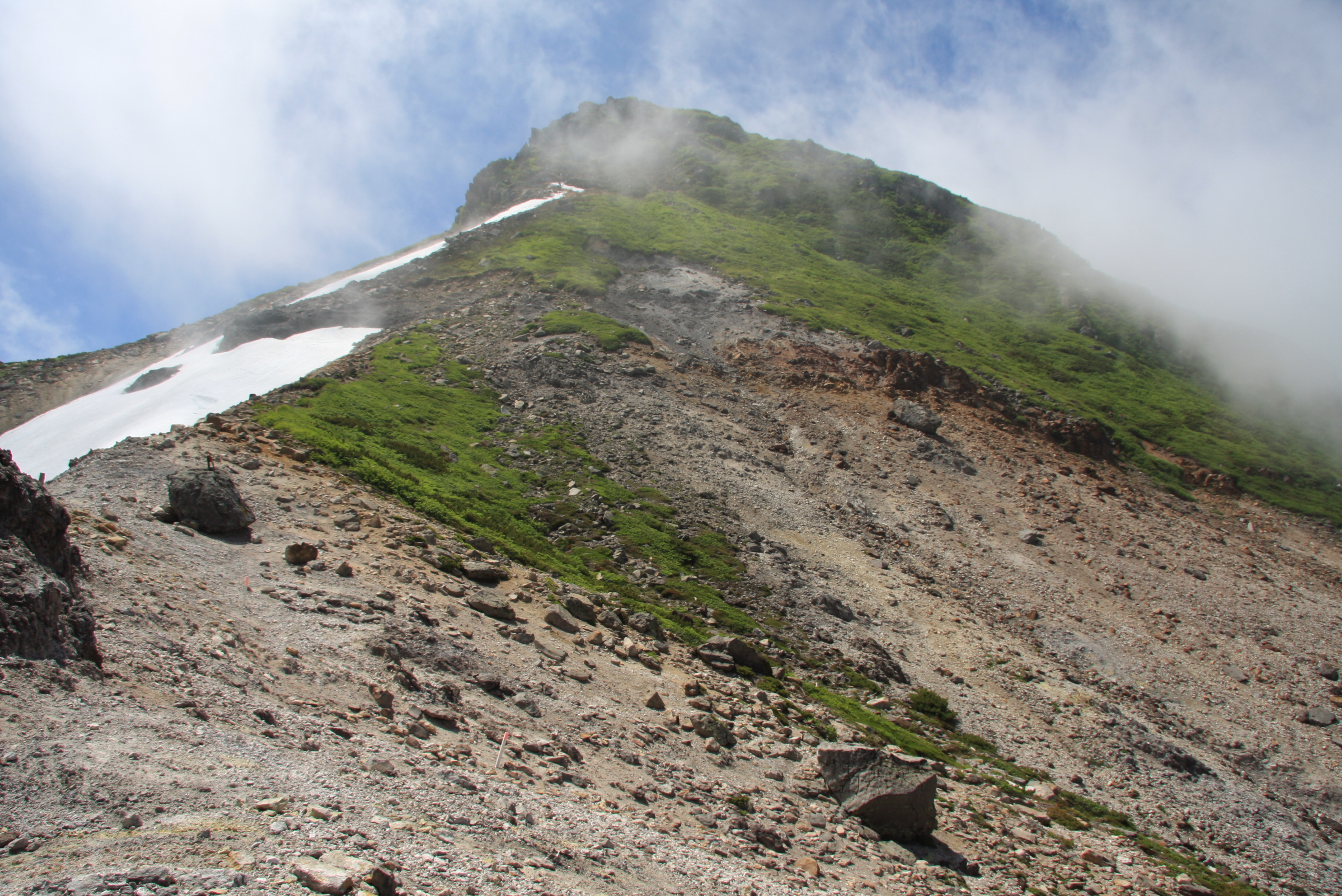
北面鞍部からの硫黄山